# Kazimierz Denek
Kazimierz Denek (ur. 12 listopada 1932 w Krzemieńcu Wołyńskim, zm. 4 lutego 2016) – polski pedagog, profesor nauk humanistycznych, nauczyciel akademicki Uniwersytetu im. Adama Mickiewicza w Poznaniu, członek Polskiej Akademii Nauk.

## Życiorys
W 1953 ukończył Państwowe Liceum Administracyjno-Handlowe w Tczewie (obecnie Zespół Szkół Ekonomicznych im. ks. Janusza Stanisława Pasierba). Powrócił do niej jako nauczyciel przedmiotów ekonomicznych 1 września 1957, po ukończeniu studiów w Wyższej Szkole Ekonomicznej w Poznaniu i uzyskaniu tytułu magistra ekonomii. W 1993 szkoła nadała mu tytuł Honorowego Członka Rady Pedagogicznej. Pracę dydaktyczno-wychowawczą kontynuował w latach 1959-1966 w Technikum Handlowym, a następnie w Liceum Ekonomicznym im. Oskara Langego w Poznaniu.
15 grudnia 1965 uzyskał stopień doktora nauk ekonomicznych. W 1966 rozpoczął pracę na Uniwersytecie im. Adama Mickiewicza w Poznaniu (w 2002 przeszedł na emeryturę). W 1972 został doktorem habilitowanym. Tytuły naukowe profesora nadzwyczajnego i zwyczajnego nauk humanistycznych uzyskał odpowiednio w 1980 i 1989. W latach 1977–1983 był przewodniczącym Rady Naukowej Instytutu Pedagogiki Uniwersytetu Adama Mickiewicza, w 1981 został członkiem Komitetu Nauk Pedagogicznych Polskiej Akademii Nauk w Warszawie, w latach 1986-1989 pełnił funkcję wiceprezesa Zarządu Głównego Polskiego Towarzystwa Pedagogicznego.

## Członkostwo w stowarzyszeniach i organizacjach
- Poznańskie Towarzystwo Przyjaciół Nauk (od 1966)
- Polskie Towarzystwo Pedagogiczne (1981-2001 członek Zarządu Głównego, 1986-89 wiceprezes ZG)
- Polskie Towarzystwo Turystyczno-Krajoznawcze (od 1949), w 1997 roku Walny Zjazd PTTK nadał mu godność członka honorowego[2]
- Towarzystwo Miłośników Krzemieńca i Ziemi Krzemienieckiej im. J. Słowckiego w Poznaniu
- Komitet Nauk Pedagogicznych PAN (1984-86 sekretarz naukowy, od 2008 przewodniczący Zespołu Dydaktyki Ogólnej)
- Rada Programowa miesięcznika "Poznaj swój kraj" (od 1979)

## Odznaczenia i wyróżnienia
Za działalność naukową, dydaktyczno-wychowawczą i krajoznawczo-turystyczną został odznaczony m.in.
- Krzyż Kawalerski i Oficerski Orderu Polonia Restituta
- Honorowy Dysk Wojewódzkiego Komitetu Kultury Fizycznej i Turystyki w Poznaniu,
- odznaki Polskiego Towarzystwa Schronisk Młodzieżowych, Polskiego Towarzystwa Turystyczno-Krajoznawczego i Związku Nauczycielstwa Polskiego,
- Medal Komisji Edukacji Narodowej
- Odznaka Honorowa Miasta Poznania
- Odznaka Honorowa Miasta Kalisza
- Honorowy Obywatel Miasta Tczewa
- Medal za Długoletnią Służbę
- Medal Tadeusza Czackiego
- Medal Franciszka Jaśkowiaka
- Medal Stanisława Pawłowskiego
- odznaczenia wielu polskich uczelni.

## Doktoraty honoris causa
- Akademia Wychowania Fizycznego we Wrocławiu (2003)
- Instytut Regionalnej Administracji i Ekonomiki w Kirowogradzie (Ukraina) (2004)

## Biogramy
- "Dictionary of International Biography" (Cambridge 1995 i 2001),
- "International Biographical Association Directory" (Cambridge 1996),
- "International Who Is Who of Contemporary Achievement" (Raleigh, North Carolina, USA 1995),
- "Who Is Who in the World?" (New Jersey 1993 i 2001).

## Twórczość
Jego dorobek naukowy to ok. 1300 publikacji książkowych i artykułów w ponad pięćdziesięciu czasopismach polskich i zagranicznych, w językach: rosyjskim, ukraińskim, białoruskim, słowackim, czeskim, niemieckim, włoskim, francuskim, angielskim i hiszpańskim. Obejmuje m.in. zagadanienia krajoznawstwa i edukacji szkolnej, dydaktyki ogólnej i teorii kształcenia, reformy szkolnictwa, wartości i celów edukacji szkolnej, kształcenia i doskonalenia zawodowego nauczycieli, metodologii badań edukacyjnych oraz przemian edukacji w Polsce i na świecie.

## Wybrane publikacje książkowe
- Rola szkolnictwa zawodowego Wielkopolski w przygotowaniu kadr dla gospodarki narodowej w latach 1945-1960, Poznań 1968.
- Efektywność nauczania programowanego w szkole wyższej, Poznań 1971.
- Swarzędz i okolice, Warszawa 1973.
- Z zagadnień metrologii dydaktycznej, Katowice 1977.
- Współczesny obóz wędrowny młodzieży, Warszawa 1978.
- Pomiar efektywności kształcenia w szkole wyższej, Warszawa 1980.
- Poznawczo-wychowawcze aspekty działalności krajoznawczo-turystycznej we współczesnej szkole, Koszalin 1981.
- Poradnik opiekuna szkolnego koła krajoznawczo-turystyczneg, Poznań 1984.
- Poradnik dla organizatorów wycieczek szkolnych, Warszawa 1985.
- Cele edukacyjne lekcji we współczesnej szkole, Poznań 1989.
- Krajoznawstwo i turystyka w wychowaniu dzieci i młodzieży szkolnej, Warszawa 1989.
- Wartości i cele edukacji szkolnej, Poznań 1994.
- Wakacyjne wędrówki młodzieży szkolnej, Warszawa 1985.
- Poradnik organizatora wycieczek szkolnych, Warszawa 1985.
- Na wakacyjnych szlakach, Toruń 1996.
- Na turystycznych szlakach Polski, Toruń 1996.
- Wycieczki we współczesnej szkole, Poznań 1997.
- O nowy kształt edukacji, Toruń 1998.
- Aksjologiczne aspekty edukacji szkolnej, Toruń 1999, 2000.
- W kręgu edukacji, krajoznawstwa i turystyki w szkole, Poznań 2000.
- Poza ławką szkolną, Poznań 2002.
- Ku dobrej edukacji, Toruń 2005.
- Edukacja. Dziś – jutro, Leszno 2006.
- Edukacja pozalekcyjna i pozaszkolna, Poznań 2009, 2011.
- Uniwersytet w perspektywie społeczeństwa wiedzy, Nauka i edukacja w uniwersytecie XXI wieku, Poznań 2011.
- Uniwersytet w perspektywie społeczeństwa wiedzy. Dydaktyka akademicka i jej efekty, Poznań 2012.
- Uniwersytet w perspektywie społeczeństwa wiedzy. Przyszłość kształcenia nauczycieli, Poznań 2012.
- Filozofia życia, Poznań 2012.
- Nauczyciel. Między ideałem a codziennością, Poznań 2012.